# Campionati Internazionali di Sicilia 2000 - Qualificazioni doppio
Le qualificazioni del doppio dei Campionati Internazionali di Sicilia 2000 sono state un torneo di tennis preliminare per accedere alla fase finale della manifestazione. I vincitori dell'ultimo turno sono entrati di diritto nel tabellone principale. In caso di ritiro di uno o più giocatori aventi diritto a questi sono subentrati i lucky loser, ossia i giocatori che hanno perso nell'ultimo turno ma che avevano una classifica più alta rispetto agli altri partecipanti che avevano comunque perso nel turno finale.
Le qualificazioni del doppio del torneo Campionati Internazionali di Sicilia 2000 prevedevano 3 coppie partecipanti di cui una è entrata nel tabellone principale.

## Teste di serie
1. Emilio Benfele Álvarez /  Antonio Prieto (Qualificati)

1. Alberto Berasategui /  Feliciano López (ultimo turno)

## Qualificati
1. Emilio Benfele Álvarez  /   Antonio Prieto

## Tabellone

### Legenda
| - Q = Qualificato - WC = Wild card - LL = Lucky loser | - ALT = Alternate - SE = Special Exempt - PR = Protected Ranking | - w/o = Walkover - r = Ritirato - d = Squalificato |

|  | Primo turno | Primo turno                           | Primo turno                         | Primo turno                         | Primo turno |  |  | Ultimo turno | Ultimo turno                          | Ultimo turno                          | Ultimo turno | Ultimo turno |  |
|  |             |                                       |                                     |                                     |             |  |  |              |                                       |                                       |              |              |  |
|  |             |                                       |                                     |                                     |             |  |  |              |                                       |                                       |              |              |  |
|  |             |                                       |                                     |                                     |             |  |  | 2            | Alberto Berasategui Feliciano López   | Alberto Berasategui Feliciano López   | 2            | 3            |  |
|  | 2           | Alberto Berasategui Feliciano López   | Alberto Berasategui Feliciano López | Alberto Berasategui Feliciano López | W-O         |  |  | 1            | Emilio Benfele Álvarez Antonio Prieto | Emilio Benfele Álvarez Antonio Prieto | 6            | 6            |  |
|  |             | David Sánchez Juan-Albert Viloca-Puig |                                     |                                     |             |  |  |              |                                       |                                       |              |              |  |